# Neurophyseta renata
Neurophyseta renata là một loài bướm đêm trong họ Crambidae.